# بيرتا غارسيا
بيرتا غارسيا (بالإسبانية: Berta García)‏ هي لاعبة اتحاد الرغبي إسبانية، ولدت في 12 أبريل 1982.

## وصلات خارجية
- بيرتا غارسيا على موقع أوليمبيديا (الإنجليزية)